# 1984-es labdarúgó-Európa-bajnokság (selejtező – 3. csoport)
Az 1984-es labdarúgó-Európa-bajnokság selejtezőjének 3. csoportjának mérkőzéseit tartalmazó lapja. A csoportban Anglia, Dánia, Görögország, Luxemburg és Magyarország szerepelt. A csapatok körmérkőzéses, oda-visszavágós rendszerben játszottak egymással.
A csoportelső Dánia kijutott az 1984-es labdarúgó-Európa-bajnokságra.

## Tabella
| Hely. | Csapat       | M | Gy | D | V | G+ | G– | Gk  | P  | Továbbjutás                            |     | Dánia | Anglia | Görögország | Magyarország | Luxemburg |
| ----- | ------------ | - | -- | - | - | -- | -- | --- | -- | -------------------------------------- | --- | ----- | ------ | ----------- | ------------ | --------- |
| 1.    | Dánia        | 8 | 6  | 1 | 1 | 17 | 5  | +12 | 13 | Kijutott az 1984-es Európa-bajnokságra |     | —     | 2–2    | 1–0         | 3–1          | 6–0       |
| 2.    | Anglia       | 8 | 5  | 2 | 1 | 23 | 3  | +20 | 12 |                                        |     | 0–1   | —      | 0–0         | 2–0          | 9–0       |
| 3.    | Görögország  | 8 | 3  | 2 | 3 | 8  | 10 | −2  | 8  |                                        | 0–2 | 0–3   | —      | 2–2         | 1–0          |           |
| 4.    | Magyarország | 8 | 3  | 1 | 4 | 18 | 17 | +1  | 7  |                                        | 1–0 | 0–3   | 2–3    | —           | 6–2          |           |
| 5.    | Luxemburg    | 8 | 0  | 0 | 8 | 5  | 36 | −31 | 0  |                                        | 1–2 | 0–4   | 0–2    | 2–6         | —            |           |

## Mérkőzések
Az időpontok helyi idő szerint értendők.
| 1982. szeptember 22. 19:00 |

| Dánia                             | 2–2               | Anglia         |
| --------------------------------- | ----------------- | -------------- |
| Hansen 68' (11-esből) J.Olsen 89' | (0–1) Jegyzőkönyv | Francis 8' 82' |

| Idrætsparken Stadion, Koppenhága Nézőszám: 44 300 Játékvezető: Charles Corver (holland) |

| 1982. október 9. 15:30 |

| Luxemburg | 0–2               | Görögország                     |
| --------- | ----------------- | ------------------------------- |
|           | (0–1) Jegyzőkönyv | Anasztópulosz 7' (11-esből) 26' |

| Stade Municipal, Luxembourg Nézőszám: 2858 Játékvezető: Karl-Heinz Tritschler (nyugatnémet) |

| 1982. november 10. 19:30 |

| Luxemburg       | 1–2               | Dánia                              |
| --------------- | ----------------- | ---------------------------------- |
| Di Domenico 54' | (0–0) Jegyzőkönyv | Lerby 31' (11-esből) Berggreen 67' |

| Stade Municipal, Luxembourg Nézőszám: 2057 Játékvezető: Gérard Biguet (francia) |

| 1982. november 17. 14:00 |

| Görögország | 0–3               | Anglia                  |
| ----------- | ----------------- | ----------------------- |
|             | (0–1) Jegyzőkönyv | Woodcock 1' 64' Lee 68' |

| Kaftanzoglio Stadium, Szaloniki Nézőszám: 41 534 Játékvezető: Adolf Prokop (keletnémet) |

| 1982. december 15. 19:45 |

| Anglia                                                                                              | 9–0               | Luxemburg |
| --------------------------------------------------------------------------------------------------- | ----------------- | --------- |
| Bossi 18' (öngól) Coppell 22' Woodcock 34' Blissett 44' 62' 86' Chamberlain 71' Hoddle 87' Neal 89' | (4–0) Jegyzőkönyv |           |

| Wembley Stadion, London Nézőszám: 33 980 Játékvezető: Hreiðar Jónsson (izlandi) |

| 1983. március 27. 15:00 |

| Luxemburg               | 2–6               | Magyarország                                            |
| ----------------------- | ----------------- | ------------------------------------------------------- |
| Reiter 4' Schreiner 55' | (1–2) Jegyzőkönyv | Póczik 30' 59' 69' Nyilasi 40' Pölöskei 50' Hannich 56' |

| Stade Municipal, Luxembourg Nézőszám: 2200 Játékvezető: Gerard Geurds (holland) |

| 1983. március 30. 19:45 |

| Anglia | 0–0         | Görögország |
| ------ | ----------- | ----------- |
|        | Jegyzőkönyv |             |

| Wembley Stadion, London Nézőszám: 44 051 Játékvezető: Dušan Krchňák (csehszlovák) |

| 1983. április 17. 16:00 |

| Magyarország                                                | 6–2               | Luxemburg             |
| ----------------------------------------------------------- | ----------------- | --------------------- |
| Hajszán 21' Nyilasi 33' 63' Kiss 35' Szentes 61' Burcsa 65' | (3–0) Jegyzőkönyv | Reiter 56' Malget 57' |

| Népstadion, Budapest Nézőszám: 12 280 Játékvezető: Edgar Azzopardi (máltai) |

| 1983. április 27. 19:00 |

| Dánia    | 1–0               | Görögország |
| -------- | ----------------- | ----------- |
| Busk 76' | (0–0) Jegyzőkönyv |             |

| Idrætsparken Stadion, Koppenhága Nézőszám: 33 700 Játékvezető: Romualdas Juška (szovjet) |

| 1983. április 27. 19:45 |

| Anglia                | 2–0               | Magyarország |
| --------------------- | ----------------- | ------------ |
| Francis 31' Withe 70' | (1–0) Jegyzőkönyv |              |

| Wembley Stadion, London Nézőszám: 50 600 Játékvezető: Pietro D’Elia (olasz) |

| 1983. május 15. 20:00 |

| Magyarország            | 2–3               | Görögország                                 |
| ----------------------- | ----------------- | ------------------------------------------- |
| Nyilasi 24' Hajszán 88' | (1–2) Jegyzőkönyv | Anasztópulosz 15' Kosztíkosz 32' Michos 56' |

| Népstadion, Budapest Nézőszám: 12 500 Játékvezető: Edvard Šoštarić (jugoszláv) |

| 1983. június 1. 19:00 |

| Dánia                                          | 3–1               | Magyarország |
| ---------------------------------------------- | ----------------- | ------------ |
| Elkjær 3' M. Olsen 81' Simonsen 85' (11-esből) | (1–1) Jegyzőkönyv | Nyilasi 29'  |

| Idrætsparken Stadion, Koppenhága Nézőszám: 44 800 Játékvezető: Heinz Fahnler (osztrák) |

| 1983. szeptember 21. 19:45 |

| Anglia | 0–1         | Dánia                   |
| ------ | ----------- | ----------------------- |
|        | Jegyzőkönyv | Simonsen 36' (11-esből) |

| Wembley Stadion, London Nézőszám: 82 050 Játékvezető: Alexis Ponnet (belga) |

| 1983. október 12. 18:00 |

| Magyarország | 0–3               | Anglia                         |
| ------------ | ----------------- | ------------------------------ |
|              | (0–3) Jegyzőkönyv | Hoddle 13' Lee 19' Mariner 42' |

| Népstadion, Budapest Nézőszám: 19 956 Játékvezető: Bruno Galler (svájci) |

| 1983. október 12. 19:00 |

| Dánia                                           | 6–0               | Luxemburg |
| ----------------------------------------------- | ----------------- | --------- |
| Laudrup 16' 23' 69' Elkjær 37' 58' Simonsen 41' | (4–0) Jegyzőkönyv |           |

| Idrætsparken Stadion, Koppenhága Nézőszám: 44 700 Játékvezető: Kaj Natri (finn) |

| 1983. október 26. 18:00 |

| Magyarország | 1–0               | Dánia |
| ------------ | ----------------- | ----- |
| Kiss 57'     | (0–0) Jegyzőkönyv |       |

| Népstadion, Budapest Nézőszám: 8000 Játékvezető: Emilio Carlos Guruceta (spanyol) |

| 1983. november 16. 18:00 |

| Görögország | 0–2               | Dánia                   |
| ----------- | ----------------- | ----------------------- |
|             | (0–1) Jegyzőkönyv | Elkjær 16' Simonsen 47' |

| Olimpiai Stadion, Athén Nézőszám: 32 000 Játékvezető: Paolo Bergamo (olasz) |

| 1983. november 16. 19:15 |

| Luxemburg | 0–4               | Anglia                                 |
| --------- | ----------------- | -------------------------------------- |
|           | (0–2) Jegyzőkönyv | Robson 10' 56' Mariner 38' Butcher 50' |

| Stade Municipal, Luxembourg Nézőszám: 5400 Játékvezető: Cornelius Bakker (holland) |

| 1983. december 3. 15:00 |

| Görögország          | 2–2               | Magyarország           |
| -------------------- | ----------------- | ---------------------- |
| Anasztópulosz 9' 55' | (1–2) Jegyzőkönyv | Kardos 12' Bodonyi 40' |

| Kaftanzoglio Stadium, Szaloniki Nézőszám: 1500 Játékvezető: Ioan Igna (román) |

| 1983. december 14. 14:45 |

| Görögország   | 1–0               | Luxemburg |
| ------------- | ----------------- | --------- |
| Saravakos 18' | (1–0) Jegyzőkönyv |           |

| Georgios Karaiskakis Stadium, Pireusz Nézőszám: 1500 Játékvezető: Velicsko Concsev (bolgár) |